# Pincourt
Pincourt è un comune (city) del Canada, situato in Québec, nella regione amministrativa di Montérégie. È una delle quattro municipalità situate sull'Île Perrot.